# Oniscigaster intermedius
Oniscigaster intermedius är en dagsländeart som beskrevs av Eaton 1899. Oniscigaster intermedius ingår i släktet Oniscigaster och familjen Oniscigastridae. Inga underarter finns listade i Catalogue of Life.